# Anders Juliussen
Anders Juliussen (Moss, 7 maggio 1976) è un ex calciatore norvegese, di ruolo difensore.

## Carriera

### Club
Juliussen cominciò la carriera con la maglia del Moss. Debuttò nell'Eliteserien il 19 maggio 1996, nella sconfitta per 2-0 sul campo del Lillestrøm. Giocò poi per lo Sprint-Jeløy e per il Tronvik, per poi tornare al Moss. Nel 2010 si accordò ancora con il Tronvik.